# Nora Turato
Nora Turato (geboren 1991, Zagreb, Kroatië) is een in Amsterdam gevestigde kunstenaar wiens multidisciplinaire praktijk zich beweegt tussen performance, video, typografie, installaties, grafisch ontwerpen en publieke muurschilderingen. Ze staat bekend om haar virtuoze spoken-word performances en het intensief gebruik van taal als materiaal.

## Levensloop
Turato verhuisde in 2009 van haar geboortestad Zagreb naar Amsterdam, waar ze tot 2013 een opleiding volgde aan de Gerrit Rietveld Academie. Van 2014 tot 2016 studeerde ze aan de Werkplaats Typografie – een experimentele masteropleiding in grafische vormgeving – aan de ArtEZ in Arnhem. In 2017 startte Turato een tweejarige residentie aan de Rijksakademie van Beeldende Kunsten in Amsterdam, die ze in 2019 afrondde. Haar werk wordt internationaal gepresenteerd in instellingen als MUDAM (Luxemburg), Centre Pompidou (Parijs), Serralves (Porto), Kunsthalle Basel, Stedelijk Museum (Amsterdam) en MoMA (New York).

## Werk
De praktijk van Nora Turato onderzoekt de instabiliteit van taal in een gedigitaliseerde wereld waarin woorden voortdurend hun oorspronkelijke context verliezen. Door fragmenten uit alledaagse communicatie te verzamelen – variërend van WhatsApp-berichten tot politieke retoriek, van reclame tot reality-tv – componeert ze ritmisch geladen scripts en grote typografische installaties. Deze werken leggen de sociale en ideologische structuren van hedendaagse communicatie bloot en onthullen de onderliggende logica’s van kapitalisme, gender, zelfrepresentatie en consumentisme.
In haar werk negeert Turato bewust de traditionele hiërarchieën tussen ‘hoge’ en ‘lage’ taal, en stelt zo vragen over authenticiteit, agency en de toon van het huidige tijdsgewricht. Haar performances zijn explosief en confronterend, haar grafisch werk zich visueel beweegt tussen modernistische typografie en commerciële beeldcultuur. Ze verwijst naar typografische conventies, logo’s en reclame-esthetiek, maar ondermijnt deze met expressieve elementen zoals handgeschreven notities en aangepaste lettertypen.

## Tentoonstellingen en performances
Nora Turato's werk en performances waren te zien in verschillende tentoonstellingen en culturele instellingen, waaronder:

### Solotentoonstellingen
- 2016 Forgive And Forget, But Get It, Cosmos Carl (online)
- 2017 Opening Night, Juliette Jongma, Amsterdam
- 2018 Pool 2, UKS, Oslo
- 2019 Someone oughta tell you what it’s really all about, Serralves Museum of Contemporary Art, Porto
- 2020 wow this huge wooden horse is great!, Galerie Gregor Staiger at CFA, Milan
- 2021 ri-mEm-buhr THuh mUHn-ee, Secession, Wenen
- 2022 Pool 5, Studio Now, The Museum of Modern Art, New York

### Groepstentoonstellingen
- 2014 SOY DISSEMINATED, Kazachenko's Apartment, duo show with Rebecca Stephany, Oslo
- 2015 No Time To Hang, Mattkissing Project Space, Amsterdam
- 2016 Open Shelf, Museum of Contemporary Art, Denver
- 2017 Screen Present Tense, HDLU, Zagreb
- 2018 Gallery Share, LambdaLambdaLambda georganiseerd door Hannah Hoffman Gallery, Los Angeles
- 2019 Wege zur Welt - Hildebrand Collection, G2 Kunsthalle, Leipzig
- 2020 Image Power, Frans Hals Museum, Haarlem
- 2021 Wild Frictions, Contemporary Arts Center, Cincinnati
- 2022 Word Work, Kunsthaus Hamburg, Hamburg

### Performances
- 2013 Theater Bellevue (in samenwerking met de Gerrit Rietveld Academie) Amsterdam Lost Property, Amsterdam
- 2014 Qu’est-ce que c’est, Paradiso, Amsterdam
- 2015 Bold Tendencies, Ariel 2.0, London
- 2016 25th Anniversary of KW Institute for Contemporary Art, Berlijn
- 2017 Not Fair with LambdaLambdaLambda, Warschau
- 2018 Fri Art Centre d’Art Fribourg, Fribourg
- 2019 Essere Parte - Being Part Of, Palazzo Stampa, Bergamo
- 2020 MOVEABLE TYPES, Witte de With, Rotterdam
- 2021 what is dead may never die, BASEMENT ROMA, Rome; Stedelijk Museum Bibliotheek, Amsterdam
- 2022 Slavs and Tatars: Pickle Bar, Wiener Festwochen, Vienna
- 2023 Cue The Sun, Performa 23, New York